# Charles-Aznavour-Center

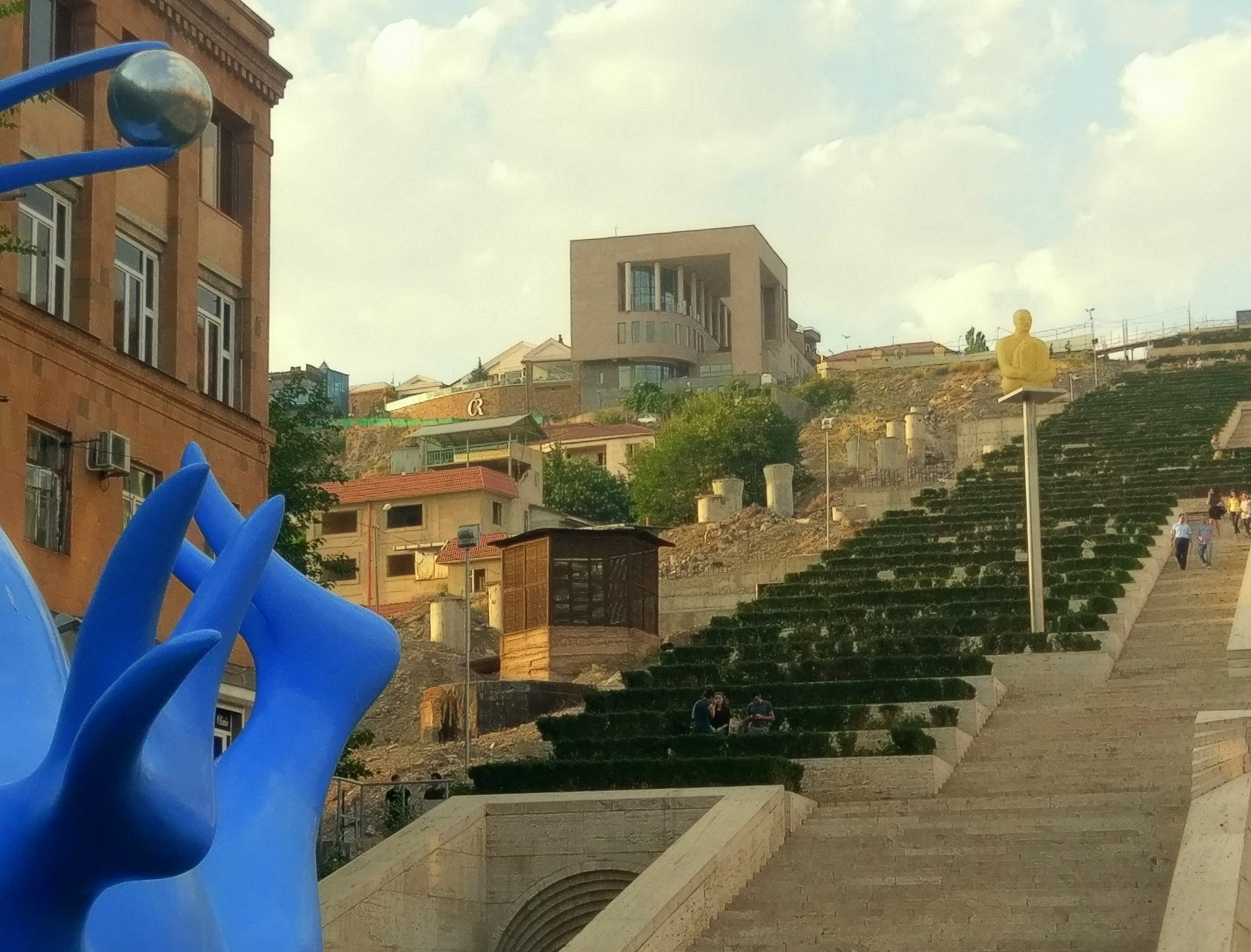
Charles-Aznavour-Center oberhalb der Kaskade von Jerewan

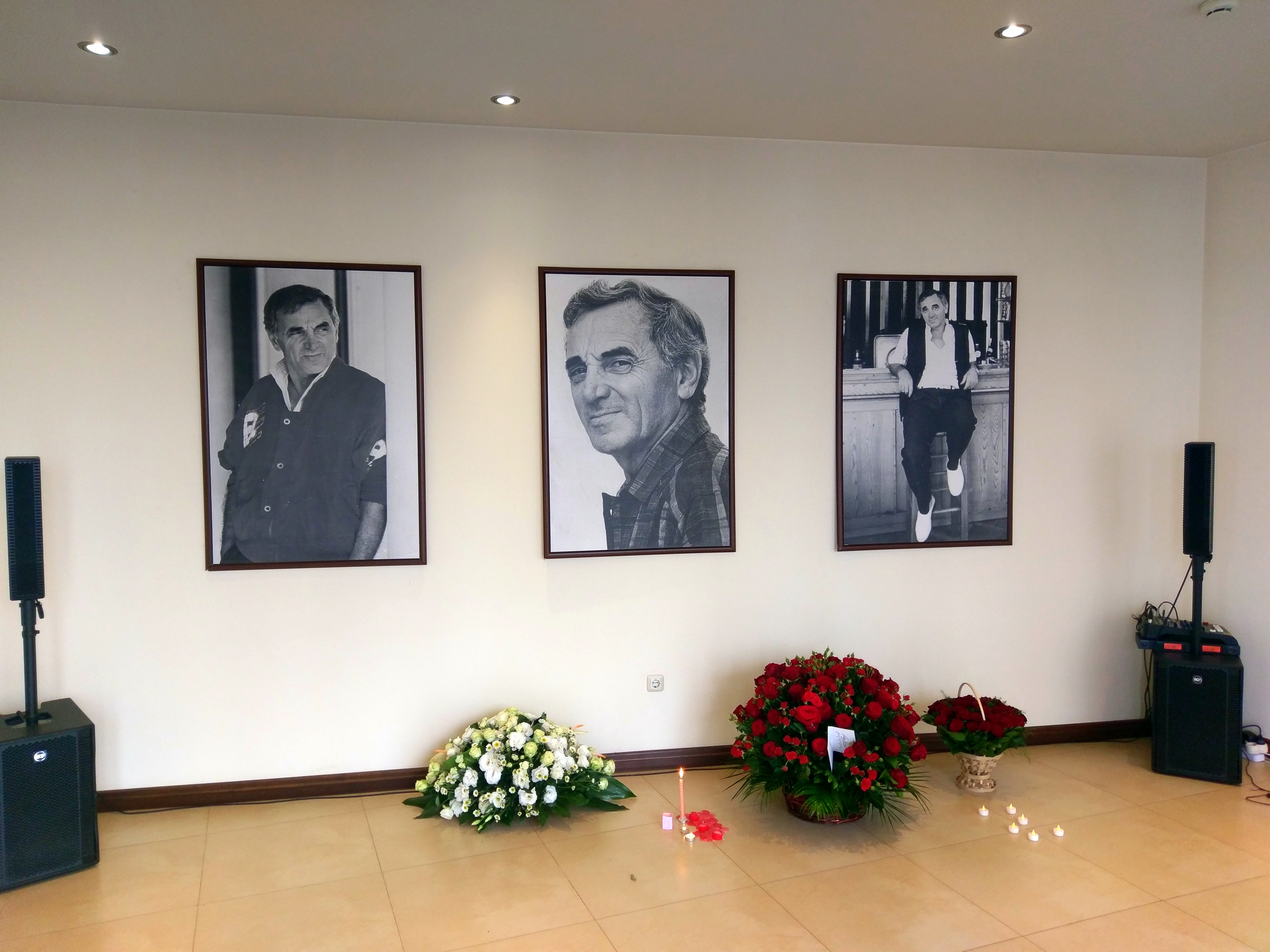
Innenraum mit Fotos des Künstlers

Das Charles-Aznavour-Center (armenisch Ազնաւուր կեդրոն), zuweilen Maison Charles Aznavour genannt, ist eine museumähnliche kulturelle Einrichtung, die sich in der armenischen Hauptstadt Jerewan befindet und dem Wirken des armenisch-französischen Künstlers Charles Aznavour gewidmet ist.

## Geschichte
Die Gestaltung des Charles-Aznavour-Centers wurde von Aznavour selbst maßgeblich beeinflusst. Die Finanzierung, Planung und Ausführung lag in den Händen der von Charles Aznavour und seinem Sohn Nicolas Aznavour gegründeten Aznavour Foundation, die auch als Betreiber fungiert. Das Gebäude wurde auf einem Berg oberhalb der Kaskade von Jerewan errichtet und 2011 in Anwesenheit des französischen Präsidenten Nicolas Sarkozy, des armenischen Präsidenten Sersch Sargsjan und Charles Aznavour selbst eröffnet.
Mitte Oktober 2018 wurden in Anwesenheit des inzwischen amtierenden französischen Präsidenten Emmanuel Macron und des Präsidenten Armeniens Sargsjan sowie deren Ehefrauen die Pläne für die zukünftige Nutzung des Zentrums vorgestellt. Nicolas Aznavour erläuterte gemeinsam mit der Direktorin Christina Sargsyan die geplanten Ziele und Aktivitäten. Diese betreffen im Besonderen den kulturellen Bereich. Die Präsentation stand unter dem Einfluss des Todes von Charles Aznavour, der wenige Tage zuvor, am 1. Oktober 2018 im Alter von 94 Jahren gestorben war.

## Nutzung
Das Charles-Aznavour-Center ist für eine vielschichtige Nutzung eingerichtet. In einem Museumsbereich sind Fotos, Gesangsaufnahmen, Videos und weiteren Unterlagen aus dem Leben des Künstlers ausgestellt. Musikstudenten werden praktische Erfahrung in einem Aufnahmestudio geboten. Junge Künstler haben die Möglichkeit, live auf einer Bühne aufzutreten, Experten geben Kurse in Film, Theater und Produktion. Das Archiv enthält ca. 90 Filme, in denen Charles Aznavour mitgespielt hat.
Programme zur Stärkung und zum Ausbau der französisch-armenischen Verbindungen werden veranstaltet. Dazu wird eine breite Palette in den Bereichen Musik und Kino angeboten und mit Multimedia-Technologien und Computeranimationen ergänzt. Weiterhin gibt es ein Sprachzentrum, in dem die französische Sprache und Kultur gelehrt wird.